# لئو سائور
لئو سائور (انگلیسی: Leo Sauer؛ زادهٔ ۱۶ دسامبر ۲۰۰۵) بازیکن فوتبال اهل اسلواکی است.
وی همچنین در تیم ملی فوتبال زیر ۱۷ سال اسلواکی بازی کرده‌است.